# Pedro Felipe Monlau
Pedro Felipe Monlau y Roca (en catalán: Pere Felip Monlau i Roca) (Barcelona, 29 de junio de 1808-Madrid, 16 de febrero de 1871) fue un polifacético humanista, científico y escritor español, que desarrolló diversas disciplinas como médico e higienista, periodista y crítico literario, diplomático y político. Académico de número de la Real Academia Española. Fue padre del botánico José Monlau.

## Biografía
Monlau ejerció de catedrático de Literatura e Historia en la Universidad de Barcelona, restaurada en 1837, a partir de 1849. Anteriormente, en 1844, había ejercido la docencia en la Escuela Normal de Madrid, como catedrático de Filosofía.[cita requerida] También destacó como director del Museo Arqueológico Nacional. Ingresó el 29 de junio de 1859 en la RAE, siendo académico de número, (sillón D) casi doce años, hasta su muerte en 1871.

## Obras

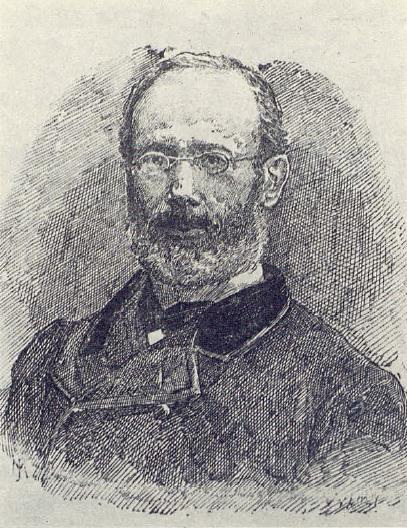
Pedro Felipe Monlau.

- Tratado de medicina operatoria, vendajes y apósitos, por el doctor Sedillot, 1 tomo.
- El Libro de los libros ó ramillete de máximas.[2]
- De la instrucción pública en Francia, ensayo sobre su estado, 1838.
- Memoria para el establecimiento de un hospital de locos por A. Bierre de Bosmond, 1840.
- Abajo las murallas!!! Memoria sobre las ventajas que reportaría Barcelona y especialmente su industria de la demolición de las murallas que circuyen la ciudad, 1841.
- Elementos de cronología. Dos ediciones, 1841.
- De litterarum statu atque progressu Oratio. Barcelona, 1841.
- Elementos de literatura ó arte de componer en prosa y verso, 1842.
- La Medicina de las pasiones, ó las pasiones consideradas con respecto á las enfermedades, las leyes y la Religión, por Descurrel, traducida por Monlau, 1842. Segunda edición, corregida, 1857.
- Madrid en la mano o El amigo del forastero en Madrid y sus cercanías, 1850.
- Discurso inaugural en la apertura del curso académico de 43 a 44 en la universidad de Barcelona.
- Del magnetismo animal.
- Elementos de higiene privada.
- Remedios del pauperismo. Memoria para optar al premio ofrecido por la Sociedad económica matritense en mayo de 1845.
- Elementos de higiene pública. Dos tomos.
- Memoria sobre la supresión de la mendicidad y organización de la junta de caridad. 1851.
- Memoria sobre la necesidad de establecer prados artificiales en España para los progresos de la agricultura y consecuente prosperidad de la nación. Barcelona.
- Higiene del matrimonio ó libros de los casados, en el cual se dan las reglas o instrucciones necesarias para conservar la salud de los esposos, asegurar la paz conyugal y educar bien la familia. Un volumen. Se han hecho dos ediciones, la 2ª en 1858.
- Higiene industrial o ¿qué medidas higiénicas puede dictar el gobierno á favor de las clases obreras? Memoria para optar al premio ofrecido acerca de esta cuestión por la Academia de medicina y cirugía de Barcelona en su programa de 1855, y distinguida por esta corporación con el premio de la medalla de oro y otras varias declaraciones honoríficas. Madrid, 1856.
- Discurso pronunciado en la solemne inauguración del año académico de 1853 e 54.
- Elementos de literatura ó Tratado de retórica y poética para uso de los institutos y colegios de segunda enseñanza. Madrid, 1856. Segunda edición.
- Higiene del alma ó arte de emplear las fuerzas del espíritu en beneficio de la salud. Obra escrita en alemán por el barón E. de Feuchtersleben, ministro que fue de Instrucción pública en Austria. Traducida de la 3ª. edición. Madrid, 1856.
- Curso de psicología. Madrid, 1858.
- Diccionario etimológico de la lengua castellana (ensayo), precedido de unos rudimentos de etimología, 1856,[3] al que replicó el catedrático de Hebreo de la Universidad Central, Antonio María García Blanco, con una serie de artículos publicados en la Revista de Instrucción Pública de octubre de 1856 a marzo de 1857 con el título de Dislates del Dr. Monlau, por meterse a etimologista sin conocimientos de lenguas orientales.[4]